# Mario Nasalli Rocca di Corneliano
Mario Nasalli Rocca di Corneliano (12 de agosto de 1903 - 9 de novembro de 1988) foi um cardeal italiano da Igreja Católica. Ele serviu como Prefeito do Palácio Apostólico de 1967 até sua morte, e foi elevado ao cardinalato em 1969.

## Biografia
Mario Nasalli Rocca di Corneliano nasceu em Placência para o Conde Camillo Nasalli Rocca e a Marquesa Katie Taffini d'Accegliano. Seu pai morreu quando Mario era criança e seu tio era Giovanni Nasalli Rocca di Corneliano, que mais tarde foi arcebispo de Bolonha. Nasalli Rocca estudou no Pontifício Seminário Romano, no Pontifício Ateneu Romano S. Apollinare e na Pontifícia Academia Eclesiástica, antes de ser ordenado sacerdote em 8 de abril de 1927.
Ele então começou o trabalho pastoral em Roma e foi feito cônego da Basílica de São Pedro. Depois de ter sido elevado a grau de um Camareiro Privado de Sua Santidade em 22 de novembro de 1931, mais tarde tornou-se Prelado Doméstico de Sua Santidade em 1º de julho de 1949. 
O Papa João XXIII nomeou Nasalli Rocca como prefeito para a Prefeitura da Casa Pontifícia no dia seguinte a sua eleição, em 29 de outubro de 1958. 
Com a morte de João XXIII, em 3 de junho de 1963, Nasalli Rocca e todos os principais funcionários do Vaticano, de acordo com o costume, perderam automaticamente seus cargos durante a sede vacante. Ele foi posteriormente confirmado como o mordomo papal pelo Papa Paulo VI no dia 21 de junho seguinte. Ele também se tornou Prefeito do Palácio Apostólico em 1 de abril de 1967.
Em 11 de abril de 1969, Nasalli Rocca foi nomeado Arcebispo Titular de Antium por Paulo VI. Ele recebeu sua consagração episcopal no dia 20 de abril do cardeal Paolo Marella, com o arcebispo Diego Venini e o bispo Alberto Scola, servindo como co-consagradores, na Basílica de São Pedro. 
Papa Paulo VI mais tarde criou Nasalli Rocca Cardeal-Diácono de São Giovanni Battista Decollato no consistório de 28 de abril daquele mesmo ano. 
Ele foi um dos cardeais eleitores que participaram dos conclaves de agosto e outubro de 1978 que selecionou os papas João Paulo I e João Paulo II, respectivamente. Depois de dez anos como cardeal-diácono, Nasalli Rocca optou por se tornar um Cardeal-presbítero , com a mesma igreja titular, em 30 de junho de 1979. Ele então perdeu o direito de participar de quaisquer conclaves futuros ao atingir 80 anos em 12 de agosto de 1983.
Cardeal Nasalli Rocca di Corneliano morreu em uma clínica romana, onde ele tinha sido internado uma semana antes, aos 85 anos. Foi sepultado em sua cidade natal.